# Bertold Drijver
Bertold Drijver, né le 19 août 2003 à Budapest, est un coureur cycliste hongrois. Il participe à des compétitions sur route et sur piste.

## Biographie
Durant son enfance, Bertold Drijver pratique d'abord la natation de manière régulière. Il passe ensuite en 2013 au triathlon, où il découvre son attrait pour le vélo. Après plusieurs saisons passées dans cette discipline, il décide de se consacrer exclusivement au cyclisme en 2019. 
Chez les juniors, il termine deuxième du championnat de Hongrie du contre-la-montre en 2021. Il se distingue par ailleurs sur piste en devenant triple champion national, dans la poursuite individuelle, le kilomètre et l'omnium. L'année suivante, il finit quatrième du championnat de Hongrie sur route, derrière trois coureurs professionnels. Il remporte à cette occasion le titre dans la catégorie des espoirs. 
En 2023, il se classe huitième de la course aux points aux championnats du monde et aux championnats d'Europe sur piste, parmi les élites. Il est également sacré champion de Hongrie du contre-la-montre espoirs en 2024.

## Palmarès sur route

### Par année
- 2021
  - 2e du championnat de Hongrie du contre-la-montre juniors
- 2022
  -  Champion de Hongrie sur route espoirs
  - 3e du championnat de Hongrie du contre-la-montre espoirs
- 2023
  - 2e du championnat de Hongrie du contre-la-montre espoirs
- 2024
  -  Champion de Hongrie du contre-la-montre espoirs

### Classements mondiaux
| Année           | 2022 | 2023   | 2024   |
| --------------- | ---- | ------ | ------ |
| UCI Europe Tour | 648e | 1 223e | 1 021e |

## Palmarès sur piste

### Championnats nationaux
- 2021
  -  Champion de Hongrie de poursuite juniors
  -  Champion de Hongrie du kilomètre juniors
  -  Champion de Hongrie de l'omnium juniors
- 2023[6]
  -  Champion de Hongrie de l'omnium
  -  Champion de Hongrie de course aux points